# Ирмгарда от Кимзе
Ирмгарда от Кимзе (на немски: Irmgard, Irmengard von Chiemsee, Irmgard von Buchau, Ermengard; * между 831 и 833 в Регенсбург; † 16 юли 866 на Женския остров Фрауенкимзе) от династията на Каролингите е принцеса от Източното франкско кралство, абатеса на манастир Фрауенкимзе (857 – 866).
Тя е дъщеря на франкския крал Лудвиг Немски (806 – 876) и съпругата му Хема (808 – 876). Внучка е на Карл Велики. Сестра е на кралете Карломан (829 – 880), Лудвиг III Младши (830 – 882) и Карл III Тлъсти (839 – 888), и на Хилдегарда (828 – 856), Берта († 877) и Гизела († 891), която е омъжена за пфалцграф Бертхолд I от Швабия и е майка на Кунигунда Швабска, съпруга на крал Конрад I).
Баща ѝ и дава, заедно със сестрите ѝ Хилдегарда и Берта, бенедиктинския манастир Бухау на остров Бухау във Федерзе, Баден-Вюртемберг. Там тя е възпитавана заедно със сестрите си и вероятно става монахиня и абатеса. Преди 857 г. тя се мести като абатеса в бенедиктинския женски манастир Фрауенкимзе (също: Фрауенвьорт). Нейната задача е да възстанови вече занемерения манастир, основан от херцог Тасило III. Затова тя се смята за „втората дарителка“ на манастира.
Тя е почитана като Светия. През 1928 г. чрез папа Пий XI официално е призната за Светия и на 17 юли 1929 г. е обявена за блажена. Чества се на 16 юли.